# Erythrodontium platygyrioides
Erythrodontium platygyrioides là một loài Rêu trong họ Entodontaceae. Loài này được (Müll. Hal.) M. Fleisch. mô tả khoa học đầu tiên năm 1922.